# Esqui cross-country nos Jogos Olímpicos de Inverno de 2014 - Revezamento 4x10 km masculino
O revezamento 4x10 km masculino do esqui cross-country nos Jogos Olímpicos de Inverno de 2014 ocorreu no dia 16 de fevereiro no Centro de Esqui Cross-Country e Biatlo Laura, na Clareira Vermelha em Sóchi.
A equipe da Rússia que conquistou a medalha de prata foi desclassificada em 1 de novembro de 2017 após Alexander Legkov ser flagrado no antidoping. Maxim Vylegzhanin e Alexander Bessmertnykh também foram punidos posteriormente. No entanto o Tribunal Arbitral do Esporte anulou essa decisão em 1 de fevereiro de 2018 e retornou a medalha aos atletas russos.

## Medalhistas
|  | SWE Suécia                                                 |  | RUS Rússia                                                               |  | FRA França                                                                  |
|  | Lars Nelson Daniel Richardsson Johan Olsson Marcus Hellner |  | Dmitry Yaparov Alexander Bessmertnykh Alexander Legkov Maxim Vylegzhanin |  | Jean-Marc Gaillard Maurice Manificat Robin Duvillard Ivan Perrillat Boiteux |

## Resultados
| Pos.              | Bib | País                                                                                   | Tempo                                     | Diferença |
| ----------------- | --- | -------------------------------------------------------------------------------------- | ----------------------------------------- | --------- |
| Medalha de ouro   | 2   | SWE Suécia Lars Nelson Daniel Richardsson Johan Olsson Marcus Hellner                  | 1:28:42.0 23:16.5 22:59.6 21:00.4 21:25.5 | —         |
| Medalha de prata  | 3   | RUS Rússia Dmitry Yaparov Alexander Bessmertnykh Alexander Legkov Maxim Vylegzhanin    | 1:29:09.3 23:43.8 23:13.6 20:33.4 21:38.5 | +27.3     |
| Medalha de bronze | 9   | FRA França Jean-Marc Gaillard Maurice Manificat Robin Duvillard Ivan Perrillat Boiteux | 1:29:13.9 23:26.1 23:13.6 20:55.4 21:38.8 | +31.9     |
| 4                 | 1   | NOR Noruega Eldar Rønning Chris Jespersen Martin Johnsrud Sundby Petter Northug        | 1:29:51.7 23:42.8 23:36.1 20:56.8 21:36.0 | +1:09.7   |
| 5                 | 4   | ITA Itália Dietmar Nöckeler Giorgio Di Centa Roland Clara David Hofer                  | 1:30:04.7 23:41.5 23:16.3 21:00.4 22:06.5 | +1:22.7   |
| 6                 | 5   | FIN Finlândia Sami Jauhojärvi Iivo Niskanen Lari Lehtonen Matti Heikkinen              | 1:30:28.4 23:16.8 22:59.3 22:09.7 22:02.6 | +1:46.4   |
| 7                 | 6   | SUI Suíça Curdin Perl Jonas Baumann Remo Fischer Toni Livers                           | 1:30:33.8 23:38.0 23:34.0 21:49.1 21:32.7 | +1:51.8   |
| 8                 | 11  | CZE República Checa Aleš Razym Lukáš Bauer Martin Jakš Dušan Kožíšek                   | 1:30:36.8 23:43.5 22:49.9 21:25.2 22:38.2 | +1:54.8   |
| 9                 | 7   | GER Alemanha Jens Filbrich Axel Teichmann Tobias Angerer Hannes Dotzler                | 1:31:18.8 23:53.3 23:18.5 21:32.9 22:34.1 | +2:36.8   |
| 10                | 15  | EST Estônia Karel Tammjärv Algo Kärp Aivar Rehemaa Raido Ränkel                        | 1:32:52.6 24:17.2 23:53.3 22:13.0 22:29.1 | +4:10.6   |
| 11                | 10  | USA Estados Unidos Andrew Newell Erik Bjornsen Noah Hoffman Simi Hamilton              | 1:33:15.1 24:34.3 23:56.8 21:37.4 23:06.6 | +4:33.1   |
| 12                | 12  | CAN Canadá Len Väljas Ivan Babikov Graeme Killick Jesse Cockney                        | 1:33:19.0 24:16.1 23:56.9 22:04.6 23:01.4 | +4:37.0   |
| 13                | 13  | KAZ Cazaquistão Denis Volotka Sergey Cherepanov Yevgeniy Velichko Mark Starostin       | 1:34:11.9 23:50.1 24:28.7 22:44.2 23:08.9 | +5:29.9   |
| 14                | 14  | BLR Bielorrússia Michail Semenov Alexander Lasutkin Aliaksei Ivanou Sergei Dolidovich  | 1:34:40.1 24:20.6 25:13.2 22:27.8 22:38.5 | +5:58.1   |
| 15                | 16  | POL Polônia Maciej Kreczmer Sebastian Gazurek Maciej Starega Jan Antolec               | 1:35:46.5 24:04.1 24:35.5 22:42.9 24:24.0 | +7:04.5   |
| 16                | 8   | JPN Japão Hiroyuki Miyazawa Keishin Yoshida Nobu Naruse Akira Lenting                  | LAP 25:17.8 24:54.3 23:31.2 LAP           |           |

Legenda
| Recorde mundial      | Recorde mundial (World record)               |                       | Recorde africano                      | Recorde africano (African) |                                           | Q | Classificado por posição (Qualified) |
| Recorde olímpico     | Recorde olímpico (Olympic record)            | Recorde da América    | Recorde da América (Americas)         | q                          | Classificado por melhor tempo (Qualified) |   |                                      |
| Melhor marca do ano  | Melhor marca do ano (World leading)          | Recorde asiático      | Recorde asiático (Asian)              | DNS                        | Não largou (Did not start)                |   |                                      |
| Recorde nacional     | Recorde nacional (National record)           | Recorde europeu       | Recorde europeu (European)            | DNF                        | Não terminou (Did not finish)             |   |                                      |
| Recorde pessoal      | Recorde pessoal do atleta (Personal best)    | Recorde da Oceania    | Recorde da Oceania (Oceania)          | DSQ / DQ                   | Desclassificado (Disqualified)            |   |                                      |
| Recorde da temporada | Recorde da temporada do atleta (Season best) | Recorde sul-americano | Recorde sul-americano (South America) | NM                         | Sem marca (No mark)                       |   |                                      |